# Carl Reinhold Berch
Carl Reinhold Berch [uttalas: berk],  född 29 januari 1706 i Stockholm, död ogift där 22 december 1777, gravsatt i Maria Magdalena kyrka, där ett epitafium över honom finns. Numismatiker och ämbetsman. Han var son till brukskamreraren Anders Berch och Regina Catharina Tersmeden och bror till nationalekonomen Anders Berch. 

## Biografi
Berch blev student vid Uppsala universitet 1723, ingick 1732, efter en utrikes vetenskaplig resa, i Antikvitetsarkivet, utnämndes 1739 till kommissionssekreterare vid den svenska beskickningen i Paris, blev 1749 ledamot av Vetenskapsakademien och 1750 sekreterare i Antikvitetsarkivet. Han fick 1755 kansliråds titel och 1772 även kansliråds lön och upphöjdes 1762 i adligt stånd, men tog aldrig introduktion på Riddarhuset. 
Berch var en framstående myntkännare och ökade ansenligt arkivets svenska och romerska myntskatter, varjämte han upprättade en förteckning över dess handlingar samt riktade det med egna beskrivningar och allehanda nyttiga arbeten. Han är känd som upphovsman till den s.k. Berchska skalan, med vilken man anger storleken för vissa numismatiska objekt (till exempel "medalj av åttonde storleken"). Även på hävdaforskningens område intog han ett aktat rum och utmärkte sig särskilt genom en sträng kritik. Utom en stor mängd avhandlingar i kulturhistoria och myntväsende efterlämnade han Namnkunnige svenske herrars och fruers skådepenningar, med bifogade levernesbeskrivningar (3 flockar, 1777–81) samt "korta utkast" till levnadsteckningar över svenska regenter och deras gemåler, från och med Gustav II Adolf till och med Fredrik I (1788).